# Imre Komora
Imre Komora (Budapest, 5 giugno 1940 – Budapest, 15 agosto 2024) è stato un calciatore e allenatore di calcio ungherese, di ruolo centrocampista.

## Palmarès

### Giocatore

#### Club
- Coppa d'Ungheria: 1

Honved: 1962

#### Nazionale
- Oro olimpico: 1

Tokyo 1964